# Bouygues Telecom Business
 (mai 2025).
La mise en forme du texte ne suit pas les recommandations de Wikipédia : il faut le « wikifier ».
Les points d'amélioration suivants sont les cas les plus fréquents. Le détail des points à revoir est peut-être précisé sur la page de discussion.
- Les titres sont pré-formatés par le logiciel. Ils ne sont ni en capitales, ni en gras.
- Le texte ne doit pas être écrit en capitales (les noms de famille non plus), ni en gras, ni en italique, ni en « petit »…
- Le gras n'est utilisé que pour surligner le titre de l'article dans l'introduction, une seule fois.
- L'italique est rarement utilisé : mots en langue étrangère, titres d'œuvres, noms de bateaux, etc.
- Les citations ne sont pas en italique mais en corps de texte normal. Elles sont entourées par des guillemets français : « et ».
- Les listes à puces sont à éviter, des paragraphes rédigés étant largement préférés. Les tableaux sont à réserver à la présentation de données structurées (résultats, etc.).
- Les appels de note de bas de page (petits chiffres en exposant, introduits par l'outil «  Source ») sont à placer entre la fin de phrase et le point final[comme ça].
- Les liens internes (vers d'autres articles de Wikipédia) sont à choisir avec parcimonie. Créez des liens vers des articles approfondissant le sujet. Les termes génériques sans rapport avec le sujet sont à éviter, ainsi que les répétitions de liens vers un même terme.
- Les liens externes sont à placer uniquement dans une section « Liens externes », à la fin de l'article. Ces liens sont à choisir avec parcimonie suivant les règles définies. Si un lien sert de source à l'article, son insertion dans le texte est à faire par les notes de bas de page.
- La présentation des références doit suivre les conventions bibliographiques. Il est recommandé d'utiliser les modèles {{Ouvrage}}, {{Chapitre}}, {{Article}}, {{Lien web}} et/ou {{Bibliographie}}. Le mode d'édition visuel peut mettre en forme automatiquement les références.
- Insérer une infobox (cadre d'informations à droite) n'est pas obligatoire pour parachever la mise en page.

Pour une aide détaillée, merci de consulter Aide:Wikification.
Si vous pensez que ces points ont été résolus, vous pouvez retirer ce bandeau et améliorer la mise en forme d'un autre article.
Bouygues Telecom Business (anciennement Bouygues Telecom Entreprises) est la marque de la division Entreprises de Bouygues Telecom spécialisée dans les besoins des entreprises de taille intermédiaire (ETI), des grandes entreprises, ainsi qu'aux administrations et entreprises publiques.  
La création de Bouygues Telecom Business en février 2025 s'inscrit dans une stratégie de développement, visant à répondre aux besoins spécifiques des entreprises en matière de transformation de leurs infrastructures numériques, notamment sur des enjeux de connectivité, de cloud et de cybersécurité. 

## Historique
Bouygues Telecom fait son apparition en 1994, lorsque le groupe Bouygues obtient la troisième licence de téléphonie mobile en France.  
2 ans plus tard, le 29 mai 1996, Bouygues Telecom lance son réseau, devenant ainsi officiellement le troisième opérateur de téléphonie mobile en France.  
Bouygues Telecom Entreprises, créée en mars 1998 avec une centaine de collaborateurs, lance ses premières offres destinées aux entreprises en décembre 1998. Centrée sur les services télécoms, ces premières offres incluent des solutions de téléphonie fixe et mobile dédiées, ainsi que des services d’accès internet. 
Au cours des années 2000 et 2010, Bouygues Telecom Entreprises a progressivement élargi son portefeuille de services afin d'accompagner l'évolution des usages professionnels et les nouvelles méthodes de travail. La division Entreprises mise alors sur 3 points : l'amélioration de la qualité de son service client, le maillage et la performance de son réseau, en particulier dans les zones d’activité économique. Elle lance ses premières offres de convergence fixe-mobile, puis enrichi ses solutions à destination des professionnels avec des services managés, notamment en matière de gestion de flottes mobiles, de réseaux multi-sites dédiée (VPN MPLS, fibre entreprise) et de services IP. 
À partir de la fin des années 2010, Bouygues Telecom Entreprises renforce sa stratégie de croissance externe, en procédant à plusieurs acquisitions ciblées pour étoffer son offre à destination des professionnels.  
Le 2 février 2016, Bouygues Telecom annonce la création d’Objenious, sa filiale spécialisée dans l’Internet des Objets. 
En 2019, l’entreprise rachète les opérateurs Keyyo et Nerim, spécialisés dans les services VoIP, l’hébergement, et les réseaux d’entreprise destinés aux PME. En 2021, elle poursuit cette dynamique avec l’acquisition de la société Apizee, spécialisée dans les solutions de visiocommunication, et restructure ses activités cloud autour de la marque OnCloud (anciennement Nerim). Ces opérations ont permis à Bouygues Telecom Entreprises de développer des expertises sur les segments du cloud, de la cybersécurité et des services collaboratifs.  
Le 1er mars 2023, la société 1913, distributeur des offres de Bouygues Telecom Entreprises et filiale de Bouygues Telecom fait l’acquisition d’Alleo, spécialisée dans l’intégration, les services de communications unifiées et la cybersécurité.   
Le 18 décembre 2023, Bouygues Telecom annonce l’acquisition de C2S, l’Entreprise de Services Numériques (ESN) détenue par Bouygues SA. Ce rapprochement vient étoffer le catalogue de solutions Cloud, Cyber et Digital proposées par Bouygues Telecom Entreprises pour accompagner la transformation numérique de ses clients. 
Le 6 février 2025, Bouygues Telecom annonce scinder ses activités entreprises en 2 marques distinctes : “Bouygues Telecom Pro”, pour les offres à destination des PRO-TPE-PME, et “Bouygues Telecom Business”, pour les solutions destinées aux ETI et grands groupes. 
En avril 2025, Bouygues Telecom Business fait l’acquisition de SecInfra, spécialiste de la sécurisation des infrastructures IT. 

### Résumé des dates clés et acquisitions
- Octobre 1994 : naissance de Bouygues Telecom

- 1998 : création de Bouygues Telecom Entreprises

- 2016 : création de la marque Objenious

- 2019 : acquisitions de Keyyo et de Nerim

- 2021 : acquisitions de Apizee et création de OnCloud (ex-Nerim)

- 2023 : acquisition de Alléo

- 2024 : acquisition de C2S

- Février 2025 : création de Bouygues Telecom Business, "l’expert engagé"

- Avril 2025 : acquisition de SecInfra

## Identité visuelle
| Logo associé                                                                          | Description |
| ------------------------------------------------------------------------------------- | --- |
| Logo Bouygues 1996                                                                    | Logo de Bouygues Telecom du 30 mai 1996 au 24 mai 2005 (évolution mineure en 2005-2006)                                                                                 |
| Logo Bouygues Telecom 2006                                                            | Logo de Bouygues Telecom du 4 septembre 2006 au 24 février 2015 |
| Logo Bouygues Telecom Entreprises de 1998 à 2015                                      | Logo de Bouygues Telecom Entreprises utilisé de 1998 à 2015, représentant l’identité visuelle spécifique à la division professionnelle                                  |
| Logo de Bouygues Telecom Entreprises depuis 2015                                      | Logo de Bouygues Telecom Entreprises de 2015 à février 2025, après la refonte du logo de Bouygues Telecom                                                               |
| Logos des 2 divisions Bouygues Telecom Pro et Bouygues Telecom Business - depuis 2025 | Logos depuis février 2025, après la scission de l’entité Bouygues Telecom Entreprises en deux marques commerciales : Bouygues Telecom Pro et Bouygues Telecom Business. |

## Solutions et services
Bouygues Telecom Business propose une gamme diversifiée de services et produits développés, intégrés et managés en interne, structurés autour de 6 Centres d'Excellence (CoE): 
Services mobiles :
- Solutions Mobiles adaptées aux besoins des grandes entreprises, incluant des solutions de mobilité avancées pour les employés en déplacement.

- Gestion de flottes mobiles et solutions de communications unifiées pour améliorer la collaboration et la productivité (IBM, Samsung, Apple, Microsoft).

- Solution de Leasing de flotte mobiles et terminaux reconditionnés.

- Couverture Indoor 5G et solutions de 5G industrielles.

Cloud & Infrastructures :
- Services managés de cloud hybride et solutions de virtualisation pour la gestion des infrastructures informatiques (partenariats OVHCloud et Numspot).

- Solutions de stockage et de sauvegarde sécurisées pour protéger les données critiques des entreprises (Baas, DRaaS).

Réseaux & communications unifiées :
- Connectivité Très Haut Débit avec 100% de couverture des sites d’entreprise (Fibre Optique, Faisceaux Hertziens, Satellite, Routeur 5G).

- Solutions de réseaux fixes et mobiles, incluant la 4G et la 5G, pour une connectivité étendue et fiable (VPN MPLS, SD-WAN, SASE).

- Déploiement de réseaux intelligents pour optimiser les opérations des entreprises et améliorer l'efficacité énergétique.

Cybersécurité :
- Protection des réseaux, des infrastructures IT et des données via des partenariats stratégiques, assurant la sécurité des informations sensibles des entreprises (Fortinet, Cisco, Crowdstrike, Palo Alto).

- Solutions de surveillance et de gestion des menaces pour prévenir les cyberattaques et assurer la conformité réglementaire (NOC et SOC).

IoT (Internet des Objets) :
- Solutions pour connecter et gérer les objets connectés dans un environnement professionnel, outils de gestion centralisée et d'automatisation des processus.

- Développement de solutions IoT sur mesure pour répondre aux besoins spécifiques des entreprises, notamment dans les domaines de la logistique, de la maintenance prédictive et de la gestion de l'énergie.

Digital & Data Factory :
- Services de traitement et d'analyse des données, pour l'exploitation des données des entreprises et aide à la prise de décision, notamment pour des enjeux liés à l’intelligence artificielle.

- Développement d'applications et de solutions digitales personnalisées pour améliorer l'expérience client et optimiser les processus internes.

## Marchés et clients
Bouygues Telecom Business s’adresse principalement aux entreprises de taille intermédiaire, aux grandes entreprises, ainsi qu’aux administrations et entreprises publiques. Au-delà des besoins spécifiques des entreprises en matière de téléphonie et d'internet, la division Entreprises développe diverses solutions technologiques avancées pour accompagner la transformation numérique des structures.  
Au global, la division Entreprises de Bouygues Telecom (comprenant “Bouygues Telecom Pro” et “Bouygues Telecom Business”) revendique plus de 104 000 clients, dont 100 000 TPE/PME et 4 000 clients ETI, grandes entreprises et marché public, dont 70% du CAC 40. 
| Marque                            | Mission principale                                                                                      | Date d'intégration / création        |
| --------------------------------- | --- | ------------------------------------ |
| Objenious                         | Spécialiste de l’Internet des objets (IoT) via réseaux LoRaWAN et LTE-M, gestion d’objets connectés     | 2016 (création par Bouygues Telecom) |
| Bouygues Telecom Business OnCloud | Fournisseur de solutions cloud souverain (hébergement, infogérance, cloud hybride, services managés)    | 2021 (ex-Nerim)                      |
| Apizee                            | Solutions de communication visuelle sécurisée (visioconférence, assistance à distance, relation client) | 2021 (acquisition)                   |
| Bouygues Telecom Business C2S     | Intégrateur de solutions télécoms/IT pour grandes entreprises et secteur public (LAN/WAN, téléphonie)   | 2023 (ex-C2S Bouygues)               |
| SecInfra                          | Prestataire de services en cybersécurité (audit, SOC, réponse aux incidents, OIV)                       | 2025 (acquisition)                   |

## Partenariats et collaborations
Bouygues Telecom Business a établi des partenariats stratégiques avec plusieurs acteurs dans divers domaines technologiques : 
- Satellite : Partenariat avec Starlink[16] pour des solutions de connectivité avancées.

- Cloud hybride : Collaboration avec OVHcloud[17] et Numspot (dont Bouygues Telecom est par ailleurs actionnaire) pour des solutions de cloud hybride.

- Sécurité informatique : Partenariat avec Fortinet pour renforcer les offres de cybersécurité.

- Cloud et productivité : partenariat stratégique avec Microsoft [c 8]concernant la transformation numérique des PME (intégration de Microsoft 365, Azure et des services cloud managés).

- Décarbonation : partenariat avec Sweep[c 9], plateforme de pilotage de l’empreinte carbone, pour accompagner les entreprises dans la mesure et la réduction de leurs émissions.

### Communiqués de presse et autres sources corporate
1. ↑  Bouygues Telecom - Communiqué, « Nouveau chapitre dans l'histoire de la division Entreprises de Bouygues Telecom »
2. ↑  « Notre histoire », sur Corporate - Bouygues Telecom (consulté le 19 mai 2025)
3. 1 2  « Bouygues Telecom dévoile deux nouvelles marques B2B », sur Corporate - Bouygues Telecom (consulté le 19 mai 2025)
4. ↑  « Bouygues Telecom finalise l'acquisition de NERIM », sur Corporate - Bouygues Telecom (consulté le 19 mai 2025)
5. ↑  « KEYYO, filiale de Bouygues Telecom Entreprises acquiert le contrôle d’Apizee, éditeur de solutions de visio-assistance », sur Corporate - Bouygues Telecom (consulté le 19 mai 2025)
6. ↑  « Bouygues Telecom accélère sur le marché BtoB en faisant l’acquisition stratégique de C2S », sur Corporate - Bouygues Telecom (consulté le 19 mai 2025)
7. ↑  « Bouygues Telecom Business accélère dans le domaine de la cybersécurité en signant, via sa filiale C2S, un protocole en vue de l’acquisition de SecInfra », sur Corporate - Bouygues Telecom (consulté le 19 mai 2025)
8. ↑  « Bouygues Telecom Entreprises et Microsoft signent un partenariat stratégique et technologique pour propulser les PME françaises dans le Cloud », sur Corporate - Bouygues Telecom (consulté le 19 mai 2025)
9. ↑  « Bouygues Telecom Entreprises lance une offre basée sur les solutions de SWEEP », sur Corporate - Bouygues Telecom (consulté le 19 mai 2025)